# Eugène Afrika
Eugène Afrika (* 14. April 1971) ist ein ehemaliger luxemburgischer Fußballspieler.
Er gab am 10. Oktober 1998 beim EM-Qualifikationsspiel gegen Polen nach Einwechslung sein Debüt in der Nationalmannschaft. Ein zweiter Länderspieleinsatz folgte im März 1999 gegen Island.
Im Februar 2011 wurde er erstinstanzlich wegen Vergewaltigung zu fünf Jahren Gefängnis verurteilt. Im Berufungsverfahren im November 2011 wurden davon zwei Jahre zu Bewährung ausgesetzt. Im Januar 2012 hat sein Verteidiger ein Kassationsverfahren wegen verschiedener Verfahrensfehler angekündigt. Im Oktober desselben Jahres wurde sein Antrag jedoch abgelehnt.